# كيفن شتاين
كيفن شتاين (بالإنجليزية: Kevin Stein)‏ هو شاعر أمريكي، ولد في 1954.